# Васкес Монтальбан, Мануэль
Мануэ́ль Ва́скес Монтальба́н (исп. Manuel Vázquez Montalbán; 27 июля 1939, Барселона — 18 октября 2003, Бангкок) — испанский поэт, прозаик, журналист, эссеист, прославившийся детективными романами.

## Биография
Из семьи деятелей каталонского национального движения. Учился в Барселонском университете, в Школе печати Барселоны. Вступил в подпольную Объединённую социалистическую партию Каталонии. В 1962 был приговорен к трем годам тюрьмы за участие в антифранкистском движении, в частности, в забастовке шахтёров; отбывал срок в Лериде. По возвращении из тюрьмы активно участвовал в журнальной жизни. Дебютировал как поэт (1967) в группе «Девять новейших испанских поэтов». Романом «Я убил Кеннеди» (1972) начал цикл романов о детективе Пепе Карвальо, которые имели большой читательский успех и стали основой нескольких телесериалов.
Скончался от сердечного приступа в аэропорту Бангкока.

## Романы
- Recordando a Dardé (1969)
- Я убил Кеннеди / Yo maté a Kennedy (1972)
- Tatuaje (1974)
- Cuestiones marxistas (1974)
- Одиночество менеджера / La soledad del mánager (1977)
- Южные моря / Los mares del sur (1979, премия «Планета», Международная премия по детективной литературе)
- Asesinato en el Comité Central (1981)
- Los pájaros de Bangkok (1983)
- La rosa de Alejandría (1984)
- Пианист / El pianista (1985)
- El balneario (1986)
- Los alegres muchachos de Atzavara (1987)
- Центрфорвард был убит, когда стемнело / El delantero centro fue asesinado al atardecer (1989)
- Галиндес / Galíndez (1990, Национальная и Европейская литературные премии)
- El laberinto griego (1991)
- Autobiografía del general Franco (1992, Международная литературная премия Эннио Флайяно)
- Sabotaje olímpico (1993)
- El hermano pequeño (1994)
- El estrangulador (1995, Премия испанской критики)
- El Premio (1996)
- Quinteto de Buenos Aires (1997)
- O César o nada (1998)
- El hombre de mi vida (2000)
- Erec y Enide (2002)
- Milenio Carvalho (2004)

## Публикации на русском языке
- Одиночество менеджера. // Современный испанский детектив. — М.: Радуга, 1985.
- Преступление в приюте для престарелых. // Детектив и политика, 1989, № 4.
- Пианист. — М.: Радуга, 1988.
- Центрфорвард был убит, когда стемнело// Спортивный детектив. — Т. 1. — М.: Физкультура и спорт, 1993.
- Галиндес. — М.: Эксмо, 2004 (о похищении, пытках и убийстве Хесуса де Галиндеса)

## Признание
Национальная литературная премия за совокупность литературных достижений (1995). Премия Гринцане Кавур (2000).

## Интересные факты
Итальянский писатель Андреа Камиллери назвал своего сквозного главного героя, инспектора Сальво Монтальбано в честь любимого им испанского писателя.